# Letis albociliata
Letis albociliata är en fjärilsart som beskrevs av William Schaus 1911. Letis albociliata ingår i släktet Letis och familjen nattflyn. Inga underarter finns listade i Catalogue of Life.